# Lewis a Harris
Lewis a Harris (anglicky Lewis and Harris) je největší ostrov britského souostroví Vnější Hebridy u západního Skotska v Atlantském oceánu. Na ostrově v roce 2013 žilo 21 031 obyvatel. Největším městem je Stornoway. Pro celý ostrov neexistuje jedno společné užívané jméno.
Lewis a Harris patří mezi skotské ostrovy, jejichž populace roste. Podle sčítání z roku 2011 vzrostla za 10 let o 6 %.

## Historie
Ostrov je původním domovem klanů MacLeod a Morrison. Na Lewisu se nachází významné památky – neolitický kamenný kruh v Callanishi a broch Dun Carloway.

## Geografie
Ostrov má plochu 2179 km². Ostrov je rozdělen na dvě části zúžením mezi zálivy Loch Resort na západě a Loch Seaforth na východě. Severní část ostrova se nazývá Lewis a jižní Harris. Zvláště jižní část je hornatá a na jejím severu se nachází nejvyšší vrchol Clisham vysoký 799 m.

## Dostupnost
Lewis a Harris je spojen trajekty s Ullapoolem ve Skotsku (ze Stornoway) a s Uigem na ostrově Skye (z Tarbertu na Harrisu). Z Harrisu též jezdí přívoz na ostrov North Uist.